# Guy Edi
Guy Edi Landry, né le 26 décembre 1988, à Agboville, en Côte d'Ivoire, est un joueur franco-ivoirien de basket-ball. Il évolue au poste d'ailier.

## Carrière
Le 27 juin 2013, automatiquement éligible après quatre années universitaires, il n'est pas sélectionné lors de la Draft 2013 de la NBA.
Le 29 septembre 2013, il obtient le statut de joueur formé localement (JFL) en étant ivoirien de naissance et français d'adoption.
Le 6 janvier 2014, il est mis à l'essai par le Champagne Châlons Reims Basket qui évolue en Pro B. Il convainc ses dirigeants et signe un contrat jusqu'à la fin de la saison 2013-2014. Le club gagne son ticket d'accession à l'élite. Le 29 juin 2014, Landry est conservé dans l'effectif 2014-2015 en Pro A.
Le 6 juillet 2015, il part au Saint Thomas Basket Le Havre où il signe un contrat d'un an.
En septembre 2016, il suit la préparation avec l'équipe de Châlons-Reims et refuse un contrat de l'équipe de La Charité Basket 58 en Nationale 2. Le 25 janvier 2017, alors sans club depuis le début de la saison 2016-2017, il est testé par le Saint-Chamond Basket, dernier du championnat de Pro B. Le 31 janvier 2017, il est conservé dans l'effectif de Saint-Chamond. Le 18 mai 2017, avant le dernier match de la saison pour le maintien du club en Pro B, Landry est libéré de son contrat.
Le 13 juillet 2017, il s'engage avec le Nantes Basket Hermine en Pro B.
Le 9 novembre 2018, alors sans club depuis le début de la saison, il part en Finlande au Joensuun Kataja pour remplacer Rahlir Hollis-Jefferson. Le 31 janvier 2019, il part en France renforcer le Poitiers Basket 86 pour un mois en tant que pigiste médical de Kevin Mendy.

## Palmarès
- Finaliste du Championnat d'Afrique de basket-ball 2021 avec l'équipe de Côte d'Ivoire de basket-ball